# Methylprednisolon
Methylprednisolon is een synthetische glucocorticoïde dat voornamelijk voorgeschreven wordt vanwege zijn immunosuppressieve en ontstekingsremmende effecten.
In lage doses wordt het medicijn vaak gebruikt ter behandeling van chronische ziekten. Hogere dosissen worden gebruikt tijdens acute opflakkeringen van een aandoening.
Methylprednisolon kan oraal of parenteraal worden toegediend.

## Gelabelde indicaties
Onderstaande indicaties zijn gecategoriseerd op manier van toedienen en op medische discipline.

### Orale toediening
- Allergie en immunologie: angioneurotisch oedeem,[5] astma, urticaria, seizoensgebonden of niet-seizoensgebonden allergische rinitis, overgevoeligheidsreacties op geneesmiddelen en serumziekte.[6]
- Dermatologie: toxische epidermale necrolyse,[5] atopische dermatitis, contactdermatitis, pemphigus, erythema multiforme, Steven-Johnson-syndroom, bulleuze dermatitis herpetiformis, ernstige seborrheic dermatitis, exfoliatieve dermatitis, mycosis fungoides en ernstige psoriasis.[6]
- Endocrinologie: congenitale bijnierhyperplasie, hypercalciëmie geassocieerd met kanker, niet-ondersteunende thyroïditis en primaire of secundaire bijnierschorsinsufficiëntie.[6]
- Gastro-enterologie: inflammatoire darmziekte en colitis ulcerosa.[6]
- Hematologie: verworven (auto-immuun) hemolytische anemie, idiopathische trombocytopenische purpura, secundaire trombocytopenie, erytroblastopenie, leukemie, lymfoom en congenitale (erytroïde) hypoplastische anemie.[6]
- Pulmonaal: aspiratiepneumonitis, chronische berylliumziekte, eosinofiele pneumonie, symptomatische sarcoïdose en longtuberculose in combinatie met chemotherapie tegen tuberculose.[6]
- Nefrologie: nefrotisch syndroom, idiopathisch type of secundair aan lupus-nefritis.[6]
- Neurologie: multiple sclerose.[6]
- Oogheelkunde: scleritis, retinale vasculitis,[5] uveïtis, choroiditis, iritis, iridocyclitis, keratitis, optische neuritis, allergische conjunctivitis, allergische corneale marginale zweren, herpes zoster oftalmicus, sympathische oftalmie en chorioretinitis.[6]
- Reumatologie: reumatoïde artritis, reumatische carditis, acute jichtartritis, spondylitis ankylopoetica, dermatomyositis en polymyositis, arthritis psoriatica, systemische lupus erythematosus, acute en subacute bursitis, synovitis van artrose, posttraumatische artrose en epicondylitis.[6]
- Diversen: trichinose met neurologische of myocardiale betrokkenheid.[6]

### Parenterale toediening
- Intra-articulaire injecties of injecties in zacht weefsel: acute jichtartritis, acute en subacute bursitis, acute tenosynovitis, epicondylitis en synovitis van osteoartritis.[7]
- Intralesionale injecties: alopecia areata, discoïde lupus erythematosus, keloïden, granuloma anulare, lichen planus, lichen simplex chronicus, psoriatische plaques, necrobiosis lipoidica diabeticorum.[7]
- Intramusculaire injecties worden voorgeschreven om veel van dezelfde aandoeningen te behandelen die zijn geïndiceerd voor orale toediening. Intramusculaire injecties worden toegediend als alternatief voor orale therapie.[7]

## Off-label indicaties
Soms wordt methylprednisolon ook gebruikt ter behandeling van een acuut ruggenmergletsel, alcoholische hepatitis en COPD.

## Beschikbare formulieren
| Actief ingrediënt            | Merknaam    | ROA                                                                              | Formulier                   | Sterkte dosis 1                                                                              | inactieve ingredienten |
| ---------------------------- | ----------- | -------------------------------------------------------------------------------- | --------------------------- | -------------------------------------------------------------------------------------------- | --- |
| methylprednisolon            | Medrol      | Oraal                                                                            | tablet                      | 2, 4, 8, 16, 32 mg                                                                           | calciumstearaat, maïszetmeel, lactose, minerale olie, sorbinezuur, sucrose en erythrosine-natrium (2 alleen mg), FD&C geel nr. 6 (8 en 32 alleen mg)                                                      |
| methylprednisolon            | Medrol      | Oraal                                                                            | tablet                      | 4 mg; 21 pillen (dosisverpakking)                                                            | calciumstearaat, maïszetmeel, lactose, sucrose |
| methylprednisolonacetaat     | Depo-Medrol | parenteraal: intra-articulair of zacht weefsel, intralesionaal of intramusculair | oponthoud                   | 20, 40, 80 mg/ml                                                                             | Polyethyleenglycol 3350, Polysorbaat 80, Monobasisch natriumfosfaat, Dibasisch natriumfosfaat USP, Benzylalcohol 2 toegevoegd als conserveermiddel                                                        |
| methylprednisolonacetaat 3   | Depo-Medrol | parenteraal: intra-articulair of zacht weefsel, intralesionaal of intramusculair | oponthoud                   | 40 of 80 mg/ml (injectieflacon met enkele dosis)                                             | Polyethyleenglycol 3350 Myristyl-gamma-picoliniumchloride |
| methylprednisolonsuccinaat   | Solu-Medrol | parenteraal: intraveneus of intramusculair                                       | oplossing, gereconstitueerd | 500, 1000, 2000 mg/flesje, 2000 mg met verdunningsmiddel (injectieflacon met meerdere doses) | monobasisch natriumfosfaat watervrij, dibasisch natriumfosfaat gedroogd en lactose watervrij. Bacteriostatisch water toegevoegd als verdunningsmiddel met benzylalcohol 2 toegevoegd als conserveermiddel |
| methylprednisolonsuccinaat 3 | Solu-Medrol | parenteraal: intraveneus of intramusculair                                       | oplossing, gereconstitueerd | 40, 125, 500, 1000 mg/flacon (flacon met enkele dosis)                                       | monobasisch natriumfosfaat watervrij, dibasisch natriumfosfaat gedroogd en lactose watervrij. |

## Contra-indicaties
Methylprednisolon mag niet oraal worden ingenomen door mensen met langdurige schimmelinfecties, met uitzondering van Depo-Medrol wanneer het wordt toegediend als een intra-articulaire injectie voor gelokaliseerde gewrichtsaandoeningen. Ook mensen met een overgevoeligheid voor methylprednisolon worden sterk afgeraden om het middel te gebruiken.
Steroïden moeten met voorzichtigheid worden gebruikt bij patiënten met colitis ulcerosa, hartaandoeningen of hypertensie, maagzweren, nierinsufficiëntie, osteoporose, myasthenia gravis, glaucoom en diabetes. Psychische stoornissen kunnen optreden tijdens het gebruik van methylprednisolon, gaande van euforie, slapeloosheid, persoonlijkheidsveranderingen tot depressie. Ook bestaande psychosen kunnen verergeren tijdens het gebruik van corticosteroïden.

## Interacties met andere geneesmiddelen
Voorzichtigheid is geboden bij gelijktijdig gebruik van methylprednisolon en de hieronder beschreven medicijnen. Opgelet, deze lijst is nog niet volledig. Raadpleeg uw bijsluiter alvorens medicatie in te nemen.

### Enzym-inductoren
Alle geneesmiddelen die binnen de klasse van enzyminductoren vallen verkorten de halveringstijd van methylprednisolon bij gelijktijdige toediening van beide soorten medicijnen.
Fenobarbital, fenytoïne, rifampicine, carbamazepine en barbituraten verhogen dan weer de hoeveelheid leverenzymen, waardoor het immunosuppressieve effect van methylprednisolon wordt verminderd. In dat geval kunnen verhoogde doseringen nodig zijn om alsnog het gewenste effect van de behandeling te bereiken.

### Oraleanticonceptie
Orale anticonceptiva remmen oxidatieve processen in het lichaam. Daardoor kan de verwerkingssnelheid van methylprednisolon verminderen en de ook de doeltreffendheid ervan verlagen.

## Onderzoek
Methylprednisolon werd ook gebruikt tijdens de COVID-19-pandemie. Het werd voorgeschreven aan patiënten maar er is geen bewijs dat het voor dit doel veilig of effectief is.